# Улановская, Белла Юрьевна
Бе́лла Ю́рьевна Улано́вская (31 января 1943, Свердловск — 12 октября 2005, Санкт-Петербург) — советская и российская писательница, библиотекарь.

## Биография
Родилась в эвакуации в семье ленинградских служащих, отец, участник войны, был преподавателем в Сельскохозяйственном техникуме, мать — учительницей музыки (фортепиано).
Студенткой филологического факультета Ленинградского университета в 1966 году участвовала в университетском самиздатовском альманахе «Звенья». После окончания в 1967 году ЛГУ имени А. А. Жданова работала библиотекарем в Ленинградском хоровом обществе, сотрудничала с газетой «Ленинградский метростроитель». Приняла участие в создании Литературно-мемориального музея Ф. М. Достоевского, где затем и работала. Выступала на научных конференциях, опубликовала ряд научных работ по истории русской литературы.
В начале 1970-х годов начала писать прозу, посещала литературное объединение при Союзе писателей под руководством В. Бакинского. Публиковалась в неофициальных журналах «37», «Часы» и «Обводный канал». Входила в объединение «Клуб-81» при Ленинградском отделении Союза писателей.
В 1990-е годы участвовала в международных симпозиумах и конгрессах, работала по совместной русско-немецкой программе общества «Мемориал» и Фонда Генриха Бёлля.
Член Союза писателей и Русского ПЕН-клуба.
Улановская — и хозяин доброго слова, и смелый следопыт-хроникёр судеб, знакомый, как с ачхой-мортановским говором надтеречных чеченцев, с ночным воем подземной прорицательницы.
Она ищет и находит смысл в каждой — остановленной ею навсегда — минуте разматывающейся «плоской жизни» и не боится пресечь её.Омри Ронен, «Улановская», «Звезда» № 7 2005
… она чутко реагировала на то, что происходило в нашей стране — социальная тема звучит во всех её произведениях, но подана она не «в лоб», а как бы по касательной… Она предугадывала события, случавшиеся позже.Сергей Стратановский, «Памяти Беллы Улановской», «НЛО» № 1 2006
Похоронена на Еврейском кладбище Санкт-Петербурга.

## Избранный самиздат
- Альбиносы // Часы : журнал. — 1981. — Т. 34.
- Может ли солнце рассердиться на инфузорию? // Часы : журнал. — 1983. — Т. 44.
- Альбиносы // Часы : журнал. — 1981. — Т. 34.
- Вакоринская барыня // Часы : журнал. — 1985. — Т. 53.

## Признание и награды
- Царскосельская художественная премия (1994)[2].